# Bigg Snoop Dogg Presents... Welcome to tha Chuuuch: Da Album
Bigg Snoop Dogg presents...Welcome to tha Chuuuch: Da Album è una compilation del 2005 prodotta da Snoop Dogg, per promuovere alcuni artisti poco noti dell'etichetta Doggystyle.

## Tracce
1. Sisters N Brothers - J. Black featuring Mira Craig, Snoop Dogg
  - Prodotta da Jelly Roll
  - Mixata da Dave Aron
2. Shake That Shit - Tiffany Foxx featuring Snoop Dogg, Young Walt
  - Prodotta da Terrace Martin
  - Mixata da Terrace Martin & Nate Oberman
3. Just The Way You Like It - 9 Inch Dix featuring Snoop Dogg, Soopafly, Lil Half Dead
  - Produced by Soopafly
  - Mixata da Shon Don
4. Remember Me - James
  - Prodotta da Larrance
  - Mixata da Terrace Martin, Larrance Dopson & Lamar Edwards of T.I.'s new reality show Life On Mars (828 Entertainment)
5. Real Soon - D.P.G.C. featuring Snoop Dogg, Daz, Kurupt, & Nate Dogg
  - Prodotta da Battlecat
  - Mixata da Shon Don
6. Sunshine - J. Black
  - Prodotta da Terrace Martin & Marlon Williams
  - Mixata da Terrace Martin & Brian Warfield
7. Can't Find My Panties - Tiffany Foxx
  - Prodotta da L.T. Hutton
  - Mixata da Sam Lobue II
8. We West Coast - D.P.G.C. featuring Snoop Dogg, Daz, & Kurupt
  - Prodotta da Josef Leimberg
  - Mixata da Shon Don & Nate Oberman
9. Dinner In Bed - Mira Craig
  - Prodotta da Mira Craig & Kacey Phillips
  - Mixata da Mira Craig & Kacey Phillips
10. If - Wendi & YN featuring Snoop Dogg & J. Black
  - Prodotta da Terrace Martin
  - Mixata da Terrace Martin & Nate Oberman
11. Notorious DPG - Lady Of Rage featuring Kurupt & RBX
  - Prodotta da Battlecat & Josef Leimberg
  - Mixata da Shon Don
12. Smokin' All My Bud - 9 Inch Dix featuring Snoop Dogg, Lil 1/2 Dead, Uncle Reo, & Shon Lawon
  - Prodotta da Shon Lawon
  - Mixata da Shon Don
13. Shine - Mykestro
  - Prodotta da Battlecat
  - Mixata da Battlecat